# 革命共产党 (西班牙)
革命共产党（西班牙語：Partido Comunista Revolucionario，缩写为PCR）是西班牙的一个共产主义政党。该党成立于1994年，起源于西班牙人民共产党的一次分裂。该党出版刊物《熔炉》。